# سید صفی
سید صفی، روستایی از توابع بخش مرکزی شهرستان بهمئی در استان کهگیلویه و بویراحمد ایران است.مردم روستا از سادات امامزاده میرسالار هستند.

## جمعیت
این روستا در دهستان بهمئی گرمسیری جنوبی قرار دارد و براساس سرشماری مرکز آمار ایران در سال ۱۳۸۵، جمعیت آن ۴۶۷ نفر (۸۶خانوار) بوده‌است.